# Штрайбль, Макс
Макс Бальтазар Штрайбль (нем. Max Balthasar Streibl; 6 января 1932, Обераммергау, Бавария — 11 декабря 1998, Мюнхен) — баварский политик, член Христианско-социального союза (ХСС). Премьер-министр Баварии в 1988—1993 годах.
Макс Штрайбль провёл школьные годы в монастыре в Эттале, изучал право и управление.
В 1955 году начал политическую карьеру. В 1957 году стал членом ХСС, а в 1962 году был избран в баварский ландтаг. В 1961—1967 годах он был председателем Национального союза молодёжи ХСС, с 1967 по 1971 — генеральный секретарь ХСС. С 1970 по 1977 был министром окружающей среды, а затем до 1988 года министр финансов.
19 октября 1988 года после смерти Франца Йозефа Штрауса стал его преемником на посту премьер-министра Баварии. 27 мая 1993 был вынужден уйти в отставку из-за коррупционного скандала, получившего название «дело Амиго». В бытность министром финансов Баварии Штрайбль лоббировал интересы немецкого авиастроителя Grob Aircraft, в качестве вознаграждения за услуги Штрайбля его «друг» (исп. amigo) и глава компании Буркхарт Гроб оплатил два отпуска Штрайбля в Бразилию и Кению.
Умер в ночь на 11 декабря 1998 года на 66 году жизни от сердечного приступа. Похоронен в Обераммергау.